# جنیفر گری
جنیفر گری (به انگلیسی: Jennifer Grey) با نام تولد جنیفر الیز گری (زاده ۲۶ مارس ۱۹۶۰) بازیگر آمریکایی است.
او بیشتر به خاطر نقش فرنسس بی بی هوسمن در فیلم رقص کثیف مشهور است. او همچنین در فیلم‌های گزاف‌گویی، سپیده‌دم سرخ، سگ‌های شکاری برادوی، کمربند قرمز و انجمن پنبه بازی کرده‌است.

## زندگی شخصی
جنیفر در نیویورک زاده شد. او دختر جویل گری رقاص و بازیگر اسکاری و جو وایلدر خواننده و هنرپیشه سابق است. گری نوه موزیسین و کمدین میکی کاتز نیز است.
وی در بازیگری و رقص مهارت دارد.
او در سال ۲۰۰۱ با بازیگر آمریکایی کلارک گرگ ازدواج کرد و صاحب یک فرزند شد.
وی هم‌اکنون به همراه خانواده‌اش در ونیز کالیفرنیا زندگی می‌کند.

## زندگی هنری
او بازیگری خود را در نقشهای کوچک آغاز کرد تا اینکه در سال ۱۹۸۷ توانست در نقش اصلی فیلم رقص کثیف بازی کند و برای این فیلم نامزد گلدن گلوب شد.

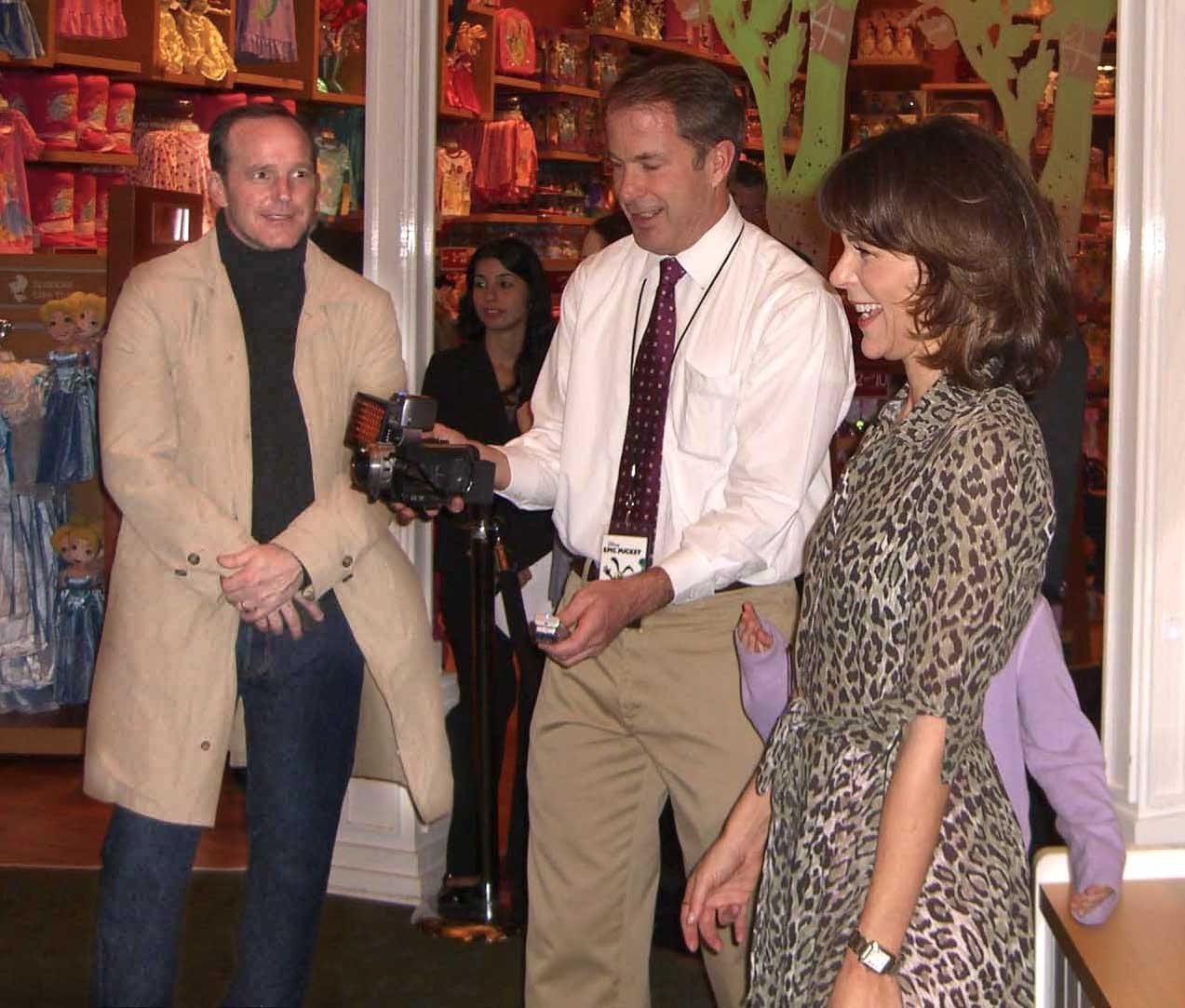
جنیفر گری به همراه همسرش (نفر سمت چپ)

از آن پس او توانست در فیلمهای مختلفی در نقش اصلی ظاهر شود.